# Grand Prix Formule 1 van São Paulo 2021
De Grand Prix Formule 1 van São Paulo 2021 werd verreden op 14 november op het Autódromo José Carlos Pace in São Paulo. Het was de negentiende race van het seizoen.
De Grand Prix van São Paulo 2021 was de derde en laatste GP (na de GP van Groot-Brittannië en Italië) waar een sprintkwalificatie werd verreden. Een sprintkwalificatie is bijna hetzelfde als een normale race, met als groot verschil dat de wedstrijd minder lang duurt. De sprintkwalificatie afstand bedraagt circa 100 kilometer en zal daardoor rond de 25 à 30 minuten gaan duren.
Het Grand Prix-weekend begint op vrijdag met de eerste vrije training van zestig minuten. Daarna volgt een kwalificatie, die de startopstelling voor de sprintkwalificatie bepaalt. Tijdens deze kwalificatie mogen de coureurs alleen de zachte banden gebruiken.
Op zaterdagmorgen wordt een tweede vrije training van een uur verreden waarna in de middag de sprintkwalificatie wordt gehouden. De winnaar van de sprintkwalificatie krijgt tevens de pole positie voor de race op zondag op zijn naam. De wedstrijd op zondag wordt verreden over een "normale" Grand Prix afstand (circa 300 kilometer) en de teams hebben een vrije bandenkeuze.

## Vrije training 1
- Enkel de top vijf wordt weergegeven.

| Pos. | Nr. | Coureur         | Constructeur     | Tijd     |
| ---- | --- | --------------- | ---------------- | -------- |
| 1    | 44  | Lewis Hamilton  | Mercedes         | 1:09.050 |
| 2    | 33  | Max Verstappen  | Red Bull-Honda   | 1:09.417 |
| 3    | 11  | Sergio Pérez    | Red Bull-Honda   | 1:09.492 |
| 4    | 77  | Valtteri Bottas | Mercedes         | 1:09.567 |
| 5    | 10  | Pierre Gasly    | AlphaTauri-Honda | 1:09.880 |

## Kwalificatie
| Pos.                   | Nr. | Coureur            | Constructeur          | Kwalificatietijden | Kwalificatietijden | Kwalificatietijden | Grid |
| Pos.                   | Nr. | Coureur            | Constructeur          | Q1                 | Q2                 | Q3                 | Grid |
| ---------------------- | --- | ------------------ | --------------------- | ------------------ | ------------------ | ------------------ | ---- |
| 1                      | 33  | Max Verstappen     | Red Bull-Honda        | 1:09.329           | 1:08.499           | 1:08.372           | 1    |
| 2                      | 77  | Valtteri Bottas    | Mercedes              | 1:09.040           | 1:08.426           | 1:08.469           | 2    |
| 3                      | 11  | Sergio Pérez       | Red Bull-Honda        | 1:09.172           | 1:08.973           | 1:08.483           | 3    |
| 4                      | 10  | Pierre Gasly       | AlphaTauri-Honda      | 1:09.347           | 1:08.903           | 1:08.777           | 4    |
| 5                      | 55  | Carlos Sainz jr.   | Ferrari               | 1:09.046           | 1:09.031           | 1:08.826           | 5    |
| 6                      | 16  | Charles Leclerc    | Ferrari               | 1:09.155           | 1:08.859           | 1:08.960           | 6    |
| 7                      | 4   | Lando Norris       | McLaren-Mercedes      | 1:09.365           | 1:09.030           | 1:08.980           | 7    |
| 8                      | 3   | Daniel Ricciardo   | McLaren-Mercedes      | 1:09.374           | 1:09.093           | 1:09.039           | 8    |
| 9                      | 14  | Fernando Alonso    | Alpine-Renault        | 1:09.391           | 1:09.137           | 1:09.113           | 9    |
| 10                     | 31  | Esteban Ocon       | Alpine-Renault        | 1:09.430           | 1:09.189           |                    | 10   |
| 11                     | 5   | Sebastian Vettel   | Aston Martin-Mercedes | 1:09.451           | 1:09.399           |                    | 11   |
| 12                     | 22  | Yuki Tsunoda       | AlphaTauri-Honda      | 1:09.350           | 1:09.483           |                    | 12   |
| 13                     | 7   | Kimi Räikkönen     | Alfa Romeo-Ferrari    | 1:09.598           | 1:09.503           |                    | 13   |
| 14                     | 99  | Antonio Giovinazzi | Alfa Romeo-Ferrari    | 1:09.342           | 1:10.227           |                    | 14   |
| 15                     | 18  | Lance Stroll       | Aston Martin-Mercedes | 1:09.663           |                    |                    | 15   |
| 16                     | 6   | Nicholas Latifi    | Williams-Mercedes     | 1:09.897           |                    |                    | 16   |
| 17                     | 63  | George Russell     | Williams-Mercedes     | 1:09.953           |                    |                    | 17   |
| 18                     | 47  | Mick Schumacher    | Haas-Ferrari          | 1:10.329           |                    |                    | 18   |
| 19                     | 9   | Nikita Mazepin     | Haas-Ferrari          | 1:10.589           |                    |                    | 19   |
| Q1 107% tijd: 1:13.544 |     |                    |                       |                    |                    |                    |      |
| DSQ                    | 44  | Lewis Hamilton     | Mercedes              | 1:08.733           | 1:08.068           | 1:07.934           | 20*  |

* Lewis Hamilton kwalificeerde zich als eerste, maar werd gediskwalificeerd nadat zijn DRS niet in overeenstemming was met de regels.

## Vrije training 2
- Enkel de top vijf wordt weergegeven.

| Pos. | Nr. | Coureur         | Constructeur   | Tijd     |
| ---- | --- | --------------- | -------------- | -------- |
| 1    | 14  | Fernando Alonso | Alpine-Renault | 1:11.238 |
| 2    | 33  | Max Verstappen  | Red Bull-Honda | 1:12.102 |
| 3    | 77  | Valtteri Bottas | Mercedes       | 1:12.355 |
| 4    | 31  | Esteban Ocon    | Alpine-Renault | 1:12.407 |
| 5    | 44  | Lewis Hamilton  | Mercedes       | 1:12.741 |

## Sprintkwalificatie
De uitslag van de sprintkwalificatie bepaalt de startopstelling van de wedstrijd de volgende dag. De winnaar van de sprintkwalificatie krijgt een pole positie toegeschreven.

Valtteri Bottas won voor de tweede keer in zijn carrière een sprintkwalificatie.
| Pos.               | Nr. | Coureur            | Constructeur          | Rondes | Tijd      | Grid | Punten | Grid wedstrijd |
| ------------------ | --- | ------------------ | --------------------- | ------ | --------- | ---- | ------ | -------------- |
| 1                  | 77  | Valtteri Bottas    | Mercedes              | 24     | 29:09.559 | 2    | 3      | 1              |
| 2                  | 33  | Max Verstappen     | Red Bull-Honda        | 24     | +1.170    | 1    | 2S     | 2              |
| 3                  | 55  | Carlos Sainz jr.   | Ferrari               | 24     | +18.723   | 5    | 1      | 3              |
| 4                  | 11  | Sergio Pérez       | Red Bull-Honda        | 24     | +19.787   | 3    |        | 4              |
| 5                  | 44  | Lewis Hamilton     | Mercedes              | 24     | +20.872   | 20   |        | 10 *1          |
| 6                  | 4   | Lando Norris       | McLaren-Mercedes      | 24     | +22.558   | 7    |        | 5              |
| 7                  | 16  | Charles Leclerc    | Ferrari               | 24     | +25.056   | 6    |        | 6              |
| 8                  | 10  | Pierre Gasly       | AlphaTauri-Honda      | 24     | +34.158   | 4    |        | 7              |
| 9                  | 31  | Esteban Ocon       | Alpine-Renault        | 24     | +34.632   | 10   |        | 8              |
| 10                 | 5   | Sebastian Vettel   | Aston Martin-Mercedes | 24     | +34.867   | 11   |        | 9              |
| 11                 | 3   | Daniel Ricciardo   | McLaren-Mercedes      | 24     | +35.869   | 8    |        | 11             |
| 12                 | 14  | Fernando Alonso    | Alpine-Renault        | 24     | +36.578   | 9    |        | 12             |
| 13                 | 99  | Antonio Giovinazzi | Alfa Romeo-Ferrari    | 24     | +41.880   | 14   |        | 13             |
| 14                 | 18  | Lance Stroll       | Aston Martin-Mercedes | 24     | +44.037   | 15   |        | 14             |
| 15                 | 22  | Yuki Tsunoda       | AlphaTauri-Honda      | 24     | +46.150   | 12   |        | 15             |
| 16                 | 6   | Nicholas Latifi    | Williams-Mercedes     | 24     | +46.760   | 16   |        | 16             |
| 17                 | 63  | George Russell     | Williams-Mercedes     | 24     | +47.739   | 17   |        | 17             |
| 18                 | 7   | Kimi Räikkönen     | Alfa Romeo-Ferrari    | 24     | +50.014   | 13   |        | Pit *2         |
| 19                 | 47  | Mick Schumacher    | Haas-Ferrari          | 24     | +1:01.680 | 18   |        | 18             |
| 20                 | 9   | Nikita Mazepin     | Haas-Ferrari          | 24     | +1:07.474 | 19   |        | 19             |
| Bron: formula1.com |     |                    |                       |        |           |      |        |                |

S Max Verstappen reed in ronde 9 de snelste ronde in 1:12.114 maar in de sprintkwalificatie levert dit geen extra punt op.

*1 Lewis Hamilton kreeg een gridstraf van vijf plaatsen voor het verwisselen van de verbrandingsmotor.

*2 Kimi Räikkönen moest vanuit de pitstraat starten vanwege een aanpassing aan de achtervleugel.

## Wedstrijd
Lewis Hamilton behaalde de honderdeerste Grand Prix-overwinning in zijn carrière.
| Pos.               | Nr. | Coureur            | Constructeur          | Rondes | Tijd / Oorzaak Uitval | Grid | Punten |
| ------------------ | --- | ------------------ | --------------------- | ------ | --------------------- | ---- | ------ |
| 1                  | 44  | Lewis Hamilton     | Mercedes              | 71     | 1:32:22.851           | 10   | 25     |
| 2                  | 33  | Max Verstappen     | Red Bull-Honda        | 71     | +10.496               | 2    | 18     |
| 3                  | 77  | Valtteri Bottas    | Mercedes              | 71     | +13.576               | 1    | 15     |
| 4                  | 11  | Sergio Pérez       | Red Bull-Honda        | 71     | +39.940               | 4    | 13S    |
| 5                  | 16  | Charles Leclerc    | Ferrari               | 71     | +49.517               | 6    | 10     |
| 6                  | 55  | Carlos Sainz jr.   | Ferrari               | 71     | +51.820               | 3    | 8      |
| 7                  | 10  | Pierre Gasly       | AlphaTauri-Honda      | 70     | +1 ronde              | 7    | 6      |
| 8                  | 31  | Esteban Ocon       | Alpine-Renault        | 70     | +1 ronde              | 8    | 4      |
| 9                  | 14  | Fernando Alonso    | Alpine-Renault        | 70     | +1 ronde              | 12   | 2      |
| 10                 | 4   | Lando Norris       | McLaren-Mercedes      | 70     | +1 ronde              | 5    | 1      |
| 11                 | 5   | Sebastian Vettel   | Aston Martin-Mercedes | 70     | +1 ronde              | 9    |        |
| 12                 | 7   | Kimi Räikkönen     | Alfa Romeo-Ferrari    | 70     | +1 ronde              | Pit  |        |
| 13                 | 63  | George Russell     | Williams-Mercedes     | 70     | +1 ronde              | 17   |        |
| 14                 | 99  | Antonio Giovinazzi | Alfa Romeo-Ferrari    | 70     | +1 ronde              | 13   |        |
| 15                 | 22  | Yuki Tsunoda       | AlphaTauri-Honda      | 70     | +1 ronde              | 15   |        |
| 16                 | 6   | Nicholas Latifi    | Williams-Mercedes     | 70     | +1 ronde              | 16   |        |
| 17                 | 9   | Nikita Mazepin     | Haas-Ferrari          | 69     | +2 rondes             | 19   |        |
| 18                 | 47  | Mick Schumacher    | Haas-Ferrari          | 69     | +2 rondes             | 18   |        |
| DNF                | 3   | Daniel Ricciardo   | McLaren-Mercedes      | 49     | Vermogensverlies      | 11   |        |
| DNF                | 18  | Lance Stroll       | Aston Martin-Mercedes | 47     | Schade botsing        | 14   |        |
| Bron: formula1.com |     |                    |                       |        |                       |      |        |

S Sergio Pérez behaalde een extra punt voor het rijden van de snelste ronde.

## Tussenstanden wereldkampioenschap
Betreft tussenstanden voor het wereldkampioenschap na afloop van de race.

### Coureurs
| Pos. | Nr. | Coureur          | Constructeur     | Punten |
| ---- | --- | ---------------- | ---------------- | ------ |
| 1    | 33  | Max Verstappen   | Red Bull-Honda   | 332½   |
| 2    | 44  | Lewis Hamilton   | Mercedes         | 318½   |
| 3    | 77  | Valtteri Bottas  | Mercedes         | 203    |
| 4    | 11  | Sergio Pérez     | Red Bull-Honda   | 178    |
| 5    | 4   | Lando Norris     | McLaren-Mercedes | 151    |
| 6    | 16  | Charles Leclerc  | Ferrari          | 148    |
| 7    | 55  | Carlos Sainz jr. | Ferrari          | 139½   |
| 8    | 3   | Daniel Ricciardo | McLaren-Mercedes | 105    |
| 9    | 10  | Pierre Gasly     | AlphaTauri-Honda | 92     |
| 10   | 14  | Fernando Alonso  | Alpine-Renault   | 62     |

### Constructeurs
| Pos. | Constructeur          | Punten |
| ---- | --------------------- | ------ |
| 1    | Mercedes              | 521½   |
| 2    | Red Bull-Honda        | 510½   |
| 3    | Ferrari               | 287½   |
| 4    | McLaren-Mercedes      | 256    |
| 5    | Alpine-Renault        | 112    |
| 6    | AlphaTauri-Honda      | 112    |
| 7    | Aston Martin-Mercedes | 68     |
| 8    | Williams-Mercedes     | 23     |
| 9    | Alfa Romeo-Ferrari    | 11     |
| 10   | Haas-Ferrari          | 0      |